# Карлсен, Генрих Георгиевич
Генрих Гео́ргиевич Ка́рлсен (1894 — 1984) — советский инженер, преподаватель и учёный в области строительных конструкций, автор первых в СССР норм расчёта деревянных конструкций. Автор ряда работ и учебных пособий по вопросам применения дерева в строительных конструкциях и теории расчёта и проектирования деревянных конструкций.

## Биография
Родился 27 мая (8 июня) 1894 года в Москве в семье служащего. Предки по линии отца — скандинавские мореходы, обосновавшиеся в России во времена Петра I; по линии матери — французы, в основном музыканты. В 1912 году окончил реальное училище и поступил на архитектурное отделение Рижского политехникума. С началом Первой мировой войны оставил обучение и вернулся в Москву, где поступил в школу прапорщиков, однако был из неё вскоре демобилизован по состоянию здоровья. В 1918 году Карлсена призвали в РККА и направили в Высшую школу военной маскировки; в 1921 году откамандировали в МВТУ на инженерно-строительный факультет. Ещё во время обучения Г. Г. Карлсен занялся научной работой.
После окончания МВТУ в 1922 году был оставлен на преподавательской работе. Первое время разрабатывал ГОСТы, Технические указания и условия, занимался подготовкой статей для БСЭ, разработкой основных учебных программ по курсу деревянных конструкция для строительных вузов и техникумов. В 1922—1923 годах участвовал в сооружении Всероссийской сельскохозяйственной и кустарно-промышленной выставки в Москве; Карлсен, по воспоминаниям В. К. Олтаржевского, был ближайшим помощником главного конструктора выставки А. В. Кузнецова
Во второй половине 1920-х годов Г. Г. Карлсен перешёл на работу в ГИС, где организовал научно-исследовательскую лабораторию деревянных конструкций. В начале 1930-х годов входил в консультационное бюро Государственного института сооружений. В 1929 году разработал первые в СССР нормы расчёта деревянных конструкций. В 1932 году перешёл преподавателем в ВИА имени В. В. Куйбышева, где работал более 40 лет. В 1938 году получил учёную степень доктора технических наук. Одновременно с работой в Академии читал курс лекций в МИСИ и Промакадемии; в 1933 году организовал и возглавил в МИСИ кафедру деревянных конструкций. В 1935 году совместно М. Е. Каганом и П. Н. Ершовым получил патент на конструкцию тонкостенного свода-оболочки из дерева.
В военное время занимался проектированием, строительством и восстановлением разрушенных сооружений, разрабатывал конструкции фортификационных сооружений — наплавных, подвесных и сборно-разборных мостов, понтонных переправ, создавал инженерные сооружения для защиты Москвы. После войны продолжал преподавательскую работу, занимался экспертизой строительных конструкций ряда памятников архитектуры — ГАБТ, Манежа, памятников деревянного зодчества в Кижах.
Умер 20 января 1984 года. Похоронен в Москве на Введенском кладбище (2 уч.).

## Награды и премии
- заслуженный деятель науки и техники РСФСР (1965)
- Сталинская премия третьей степени (1951) — за разработку и внедрение в строительство клееных деревянных конструкций[5]
- орден Ленина
- орден Отечественной войны II степени (29.5.1944)
- два ордена Красного Знамени
- орден Красной Звезды
- медали

## Инженерно-конструкторские работы
- Участие в сооружении Всероссийской сельскохозяйственной и кустарно-промышленной выставки (1922—1923, Москва, у Крымского моста), не сохранились;
- Расчет балкона клуба Октябрьской революции (Центральный дом культуры железнодорожников), по проекту архитектора А. В. Щусева (1925—1926, Москва, Комсомольская площадь, 4)[6];
- Участие в сооружении комплекса зданий ЦАГИ, совместно с А. В. Кузнецовым, И. С. Николаевым, Г. Я. Мовчаном, Б. В. Гладковым, А. С. Фисенко (1924—1928, Москва, улица Радио, 17)[7];
- Расчет балконов клуба завода «Каучук», по проекту архитектора К. С. Мельникова (1927—1929, Москва, Плющиха, 64)[6];
- Жилой дом, совместно с Е. С. Демченко, Н. К. Корниловой (1957, Москва, проспект 60-летия Октября, 29 корп. 1)[8];

## Труды и публикации
- Курс деревянных конструкций / Под общей ред Г. Г. Карлсена. — М.—Л: Гос. изд. строит. лит, 1942—1943. — Т. 1—2.
- Карлсен Г. Г. Расчет деревянных конструкций военного назначения. — М.: ВИА им. Куйбышева, 1942.
- Карлсен Г. Г. Деревянные конструкции в военном строительстве. Основы конструирования и расчета. — М.: ВИА им. Куйбышева, 1947.
- Карлсен Г. Г. Введение в курс деревянных конструкций: (Учебное пособие). — М., 1947.
- Гладков Б. В., Карлсен Г. Г. Малоэтажные жилые дома заводского изготовления. — М.: Стройиздат, 1948.
- Карлсен Г. Г. Введение в курс инженерных конструкций: (Учебное пособие). — М., 1963.
- Карлсен Г. Г., Знаменский Е. М. Инженерные конструкции из полимерных материалов: (Учебное пособие). — М., 1966.
- Конструкции из дерева и пластмасс: (Учебник для строит. вузов и фак.) / Ред. Г. Г. Карлсен. — М.: Стройиздат, 1975.
- Деревянные конструкции: Примеры расчета и конструирования: (Учебное пособие) / Г. Г. Карлсен, Е. М. Знаменский, Р. О. Бакиров. — М., 1972.